# Villette-de-Vienne
Villette-de-Vienne är en kommun i departementet Isère i regionen Auvergne-Rhône-Alpes i sydöstra Frankrike. Kommunen ligger i kantonen Vienne-Nord som tillhör arrondissementet Vienne. År 2022 hade Villette-de-Vienne 1 979 invånare.

## Befolkningsutveckling
Antalet invånare i kommunen Villette-de-Vienne
Referens:INSEE